# Ковали (станция, Амурская область)
Ковали — упразднённая железнодорожная станция (тип населённого пункта) в Сковородинском районе Амурской области России. На момент упразднения входила в состав Неверского сельсовета. В 2003 году исключена из учётных данных.

## География
Располагалась в горной таёжной местности недалеко от западного портала Керакского тоннеля, самого длинного на Забайкальской железной дороге (900 м), на перегоне Свободный — Сковородино, на расстоянии примерно 6 километров (по прямой) к северу от станции Ульручьи.

## История
По данным 1926 года на разъезде Большие Ковали имелось 3 хозяйства и проживало 16 человек (5 мужчин и 11 женщин). В национальном составе населения преобладали русские. В административном отношении входила в состав Ларинского сельсовета Рухловского района Зейского округа Дальневосточного края.
Законом Амурской области от 29 апреля 2003 года № 212-ОЗ, железнодорожная станция Ковали исключена из учётных данных.

## Население
| 2002 |
| ---- |
| 0    |